# Magdalene Lind
Magdalene Lind (født 16. maj 2002 i Sortland) er en cykelrytter fra Norge, der kører for Team Coop-Repsol.